# Edith Mary Garner
Pour les articles homonymes, voir Garner.
Edith Mary Garner (1881-1956) est une peintre britannique de la fin du XIXe siècle et du début du XXe siècle.

## Biographie
Edith Mary Garner naît le 15 août 1881,.
En 1917, elle épouse le peintre anglais William Lee Hankey,.
Elle fait partie de l'école des peintres d'Étaples qui séjourne à l'hôtel Ioos d'Étaples.
En 1925, elle participe, à Paris, au concours d'affiches du syndicat d'incitative du Touquet-Paris-Plage, qui est remporté par Édouard Courchinoux avec le célèbre caddy rouge devenu l'emblème de la station balnéaire.
Elle meurt en 1956.

## Œuvres
Edith Mary Garner réalise les œuvres suivantes :
- Shepherd Market, before the war ;
- Mediterranean ;
- A view across the gardens to a London street ;
- Romford Market ;
- Etaples, Pas de Calais

## Collections publiques
- Étaples, musée Quentovic d'Étaples :  
  - L'Église Saint-Michel, aquarelle[6] ;
  - Le Marché d'Étaples, huile sur toile[7].

## Hommage
Pour rendre hommage à Edith Mary Garner, la municipalité d'Étaples a donné son nom à une rue : rue Edith Mary Garner.